# Limnonectes longchuanensis
Limnonectes longchuanensis es una especie de anfibio anuro de la familia Dicroglossidae.

## Distribución geográfica
Esta especie se encuentra en China en Yunnan en Longchuan y Yingjiang xians y Birmania en los estados de Kachin y Chin y la región de Sagaing.

## Etimología
El nombre de la especie está compuesto de longchuan y del sufijo latino -ensis que significa "que vive, que habita", y le fue dado en referencia al lugar de su descubrimiento, el condado de Longchuan.

## Publicación original
- Suwannapoom, Yuan, Chen, Hou, Zhao, Wang, Nguyen, Murphy, Sullivan, McLeod & Che, 2016: Taxonomic revision of the Chinese Limnonectes (Anura, Dicroglossidae) with the description of a new species from China and Myanmar. Zootaxa, n.º 4093(2), p. 181–200.[3]